# Nacer Chadli
Nacer Chadli (* 2. August 1989 in Lüttich) ist ein belgischer Fußballspieler. Er spielte zuletzt für den KVC Westerlo.

## Karriere

### Im Verein
Chadli spielte in seinen Jugendjahren für Standard Lüttich und die MVV Maastricht. Im Jahr 2007 wechselte er zum niederländischen Verein AGOVV Apeldoorn und absolvierte in der Eerste Divisie, der niederländischen zweiten Liga, insgesamt 90 Spiele (29 Tore).
Zur Saison 2010/11 ging Chadli zum niederländischen Meister FC Twente. Auf Anhieb spielte sich der Offensivspieler in die Stammelf des Klubs und fiel durch seine „exzellente[…] Balltechnik“ auf. Mit seinem Team belegte er in der Saison 2010/11 Platz zwei hinter Ajax Amsterdam, spielte außerdem in der Gruppenphase der Champions League 2010/11 und erreichte  anschließend in der UEFA Europa League 2010/11 das Viertelfinale. Bis Sommer 2013 erzielte Chadli 23 Treffer in 78 Spielen in der Eredivisie und qualifizierte sich in jeder Saison mit der Mannschaft für die Europa-League.
Im Juli 2013 wurde Chadli von Tottenham Hotspur verpflichtet. Mit dem Team qualifizierte er sich in jeder der nächsten drei Saisons für die Europa League und beendete die Premier League regelmäßig unter den ersten Sechs. Ende August 2016 wechselte er zum Ligakonkurrenten West Bromwich Albion. In seinem zweiten Jahr hatte er wegen einer Oberschenkelverletzung nur fünf Einsätze in der Premier League und beendete die Saison 2017/18 mit dem Team auf dem letzten Tabellenplatz.
Ende August 2018 schloss er sich für drei Jahre der AS Monaco an.
Für die Saison 2019/20 wurde er von dem belgischen Erstdivisionär RSC Anderlecht ausgeliehen. Er bestritt dort 17 von 26 möglichen Ligaspielen bis zum Abbruch der Saison infolge der COVID-19-Pandemie. Mit Ende der Saison kehrte er zum AS Monaco zurück.
Im Sommer 2020 wechselte Chadli zu Istanbul Başakşehir und unterschrieb dort einen Vertrag bis 2022. Anfang September 2022 wurde er für den Rest der Saison 2022/23 an den Aufsteiger in die belgische Division 1A KVC Westerlo ausgeliehen. Er bestritt 27 von 33 möglichen Ligaspiele für Westerlo, in denen er sechs Tore schoss, und zwei Pokalspiele.
Nach Ablauf der Ausleihe kehrte er in der neuen Saison zunächst nach Istanbul zurück, bestritt aber kein Spiel für den Verein. Mitte August 2023 wechselte er endgültig zum KVC Westerlo, bei dem er einen Vertrag bis zum Ende der Saison unterschrieb. Er bestritt 18 von 37 möglichen Ligaspielen für Westerlo und ein Pokalspiel. Zuletzt wurde er Anfang März 2024 eingesetzt.
Nachdem sein Vertrag zum Ende der Saison 2023/24 auslief, ist Chadli ab Anfang Juli 2024 ohne Vertrag.

### In der Nationalmannschaft
Am 17. November 2010 spielte Chadli, der auch marokkanischer Staatsbürger ist, in einem Freundschaftsspiel für die marokkanische Nationalmannschaft gegen Nordirland (1:1). Obwohl er dort gute Kritiken erhalten hatte und zum „Spieler des Spiels“ gewählt worden war, entschied er sich kurz darauf, künftig für die belgische Auswahl anzutreten. Am 9. Februar 2011, beim 1:1 im Freundschaftsspiel gegen Finnland, gab Chadli sein Debüt für die belgische Fußballnationalmannschaft. Seinen wohl wichtigsten Treffer erzielte er gegen Japan im Achtelfinale der Fußball-Weltmeisterschaft 2018 mit dem Siegtreffer zum 3:2 in der Nachspielzeit. Das Turnier beendeten die Belgier als Dritte.
Zur infolge der COVID-19-Pandemie erst 2021 durchgeführten Europameisterschaft 2020 wurde er in den belgischen Kader berufen. Tatsächlich spielte er im letzten Gruppenspiel, bei dem die belgischen Nationalmannschaft bereits für das Achtelfinale qualifiziert war, gegen Finnland über die ganze Dauer. Im verlorenen Viertelfinale gegen Italien wurde er vor Schluss eingewechselt. Danach wurde er nicht mehr in die Nationalmannschaft berufen. Mitte Mai 2023 gab er seinen Rückzug aus der Nationalmannschaft bekannt.
Insgesamt bestritt er 10 Spiele bei einer Weltmeisterschaft, 15 bei Qualifikationsspiele zur Weltmeisterschaft, 2 bei einer Europameisterschaft, 11 bei Qualifikationsspielen zur Europameisterschaft, 4 in der UEFA Nation League und 24 Freundschaftsspiele. Insgesamt schoss er acht Tore.

## Sonstiges
Im November 2020 beteiligte sich Chadli mit zwei weiteren Investoren mit zusammen sieben Millionen Euro an der Immobiliengesellschaft von Standard Lüttich, der das Maurice-Dufrasne-Stadion gehört.

## Erfolge
- 1× Niederländischer Pokalsieger mit dem FC Twente: 2010/11
- 1× niederländischer Vizemeister: 2010/11
- 2× niederländischer Superpokalsieger(Johan-Cruyff-Schaal): 2010, 2011 (jeweils nicht im Kader)